# Château d'Annéot
Le château d'Annéot est un édifice historique situé à Annéot, dans le département de l'Yonne, en France.
Il s'agit d'une demeure privée qui n'est pas ouverte à la visite. L'ouverture des jardins au public est à l'étude par les propriétaires. 

## Historique
Au XVIIe siècle, la seigneurie d'Annéot est divisée en deux. La partie principale appartient au chapitre de Notre-Dame d'Autun et l'autre partie à Étienne Champion qui l'a acquise en 1643. Ce dernier, receveur du grenier à sel d'Avallon en 1655, échevin en 1661, anobli à la suite de l'acquisition de la charge de conseiller secrétaire du Roy au Grand Sceau le 31 mars 1687, se marie à Madeleine Boulard dont il à, entre autres enfants, Étienne (II) (Avallon 9 janvier 1655 – Paris 15 février 1725), écuyer, seigneur d'Annéot, lieutenant au bailliage d'Avallon et avocat au Parlement de Bourgogne. Celui-ci acquiert le reste de la seigneurie en 1700 auprès du chapitre d'Autun contre la somme de 13 400 livres.
Le fils cadet de ce dernier, Charles-François Champion (Avallon 14 mai 1701 - inhumé le 24 septembre 1779 à Avallon), écuyer, seigneur d'Annéot fait construire le château sur les bases d'un manoir plus ancien.
Marié en 1729 à Mlle Minard de Lautreville, il laisse trois fils dont Étienne-Louis Champion (16 février 1729 Annéot – 30 août 1802 Avallon), écuyer, capitaine au régiment d'Auvergne, chevalier de Saint-Louis, marié le 19 mars 1768 à Claudine-Françoise de Denesvre (15 janvier 1740 Avallon - 21 décembre 1823 Annéot), fille de Michel-Auguste de Domecy, seigneur de Domecy et de Françoise Laureau.
Le couple demeure sans enfant. La sœur de Claudine, Jeanne Françoise de Denesvre, né le 13 septembre 1751 à Domecy-sur-le-Vault, épouse de Charles-François Guillet de Monts, lieutenant général civil, criminel et de police du bailliage, duché-pairie et domaine du Nivernois et du Donziois, meurt à la naissance de son fils Michel-Auguste-Charles Guillet de Monts, le 9 octobre 1783 à Nevers. Élevé par sa tante et son oncle, il devient son l'héritier.
Michel-Auguste est maire d'Annéot et meurt le 17 décembre 1853 à Avallon. Époux de Julie de Saillans (née le 7 avril 1783 à Avallon et morte le 11 juillet 1857 au même lieu), il a plusieurs enfants, dont Ernest Guillet de Monts, héritier du château, mort jeune sans alliance, qui désigne pour héritière la fille de sa sœur Thérèse Charlotte Goupilleau (9 mars 1849 Avallon - 4 avril 1918 Paris 7e). Mariée à Alexandre Auguste Thirion de Noville (11 août 1829 Metz - 12 novembre 1878 Marbache), elle a une fille Valérie (1879-1954), demeurée célibataire, qui hérite du château.
Laissé à l'abandon pendant de nombreuses années, le château a été racheté en avril 2023 et fait l'objet d'une importante campagne de restauration.
L'édifice a été inscrit partiellement au titre des monuments historiques par arrêté du 4 novembre 1984.

## Description en 1912
« Après une première cour entourée des communs et bâtiments d’exploitation, une longue grille coupée de place en place par des pilastres de pierre de taille surmontées de vases sculptées, donnait accès à une cour d’honneur en miniature, bordée du côté ouest par la façade du château, avec son pavillon central orné de l’écusson des Champion qu’on y voit encore. Devant la façade, un bassin rectangulaire était flanqué de deux bassins ronds, plus petits, qui lançaient des jets d’eau. Sur le côté sud, un escalier de quelques marches conduisait aux parterres à la française, peuplés de statues, de groupes en pierre sculptée ; les hautes murailles qui formaient la clôture étaient de place en place décorées de grottes en rocailles, encadrées de pierre de taille et surmontées de vases sculptées et de bustes. Le créateur de ces jardins avaient cherché à imiter Versailles dans un espace de moins de un arpent ».
Ensemble caractéristique de l'Avallonnais, la propriété s'articule autour d'un château édifié fin XVIIe - début XVIIIe siècle, de communs (logis de gardien, écuries et granges), d'un pigeonnier, d'un cabinet de verdure et d'une fontaine miraculeuse dissimulée dans le parc. Le domaine s'étend aujourd'hui sur un peu plus de 5 ha.

## Blason en façade
TEGIT HAEC NECAT ALTERA

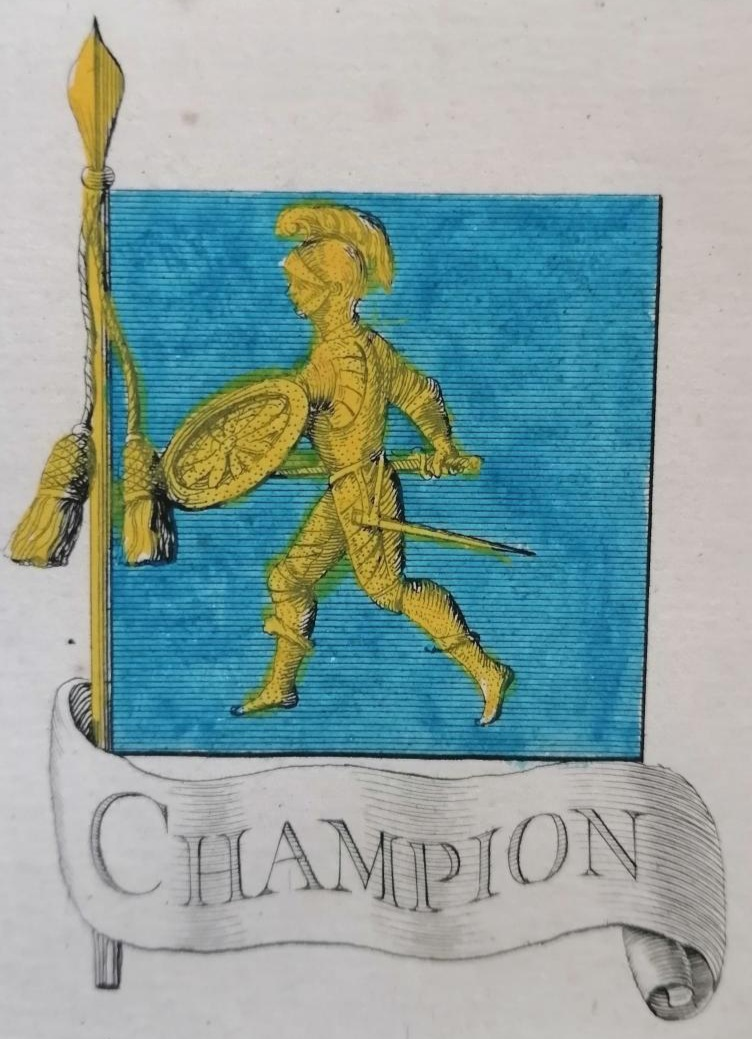
Blason de la famille Champion (Armorial d'Hozier).

D'azur à un homme courant, armé et cuirassé de toutes pièces d'or, tenant une épée et un bouclier du même.